# Agostino di Giovanni
Agostino di Giovanni, auch Agostino da Siena genannt, (* um 1285 in Siena; † vor dem 27. Juni 1347) war ein in verschiedenen toskanischen Städten tätiger Architekt und Bildhauer des 14. Jahrhunderts.

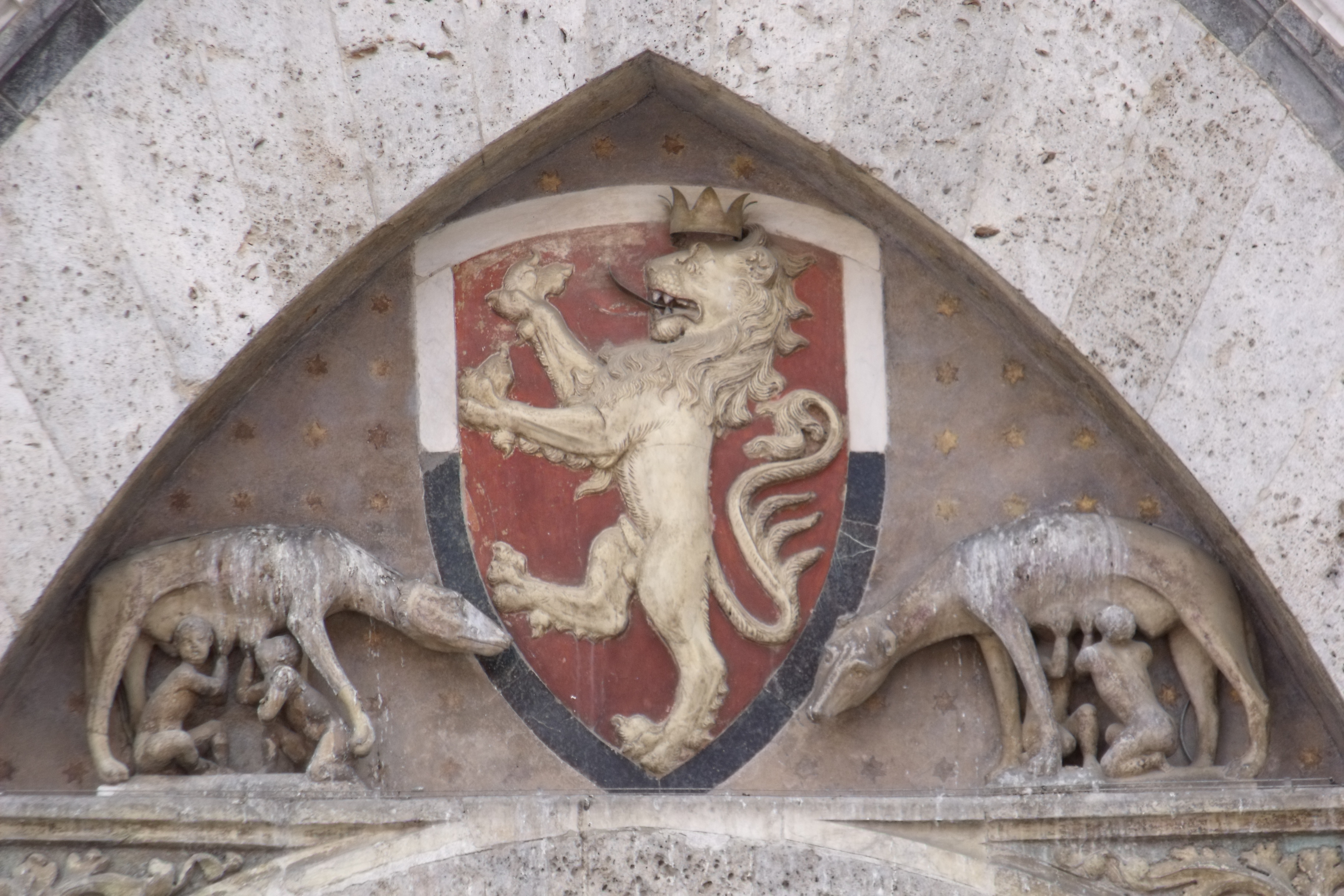
Wappen Stemma del capitano e Lupe romane an der Fassade des Palazzo Pubblico in Siena

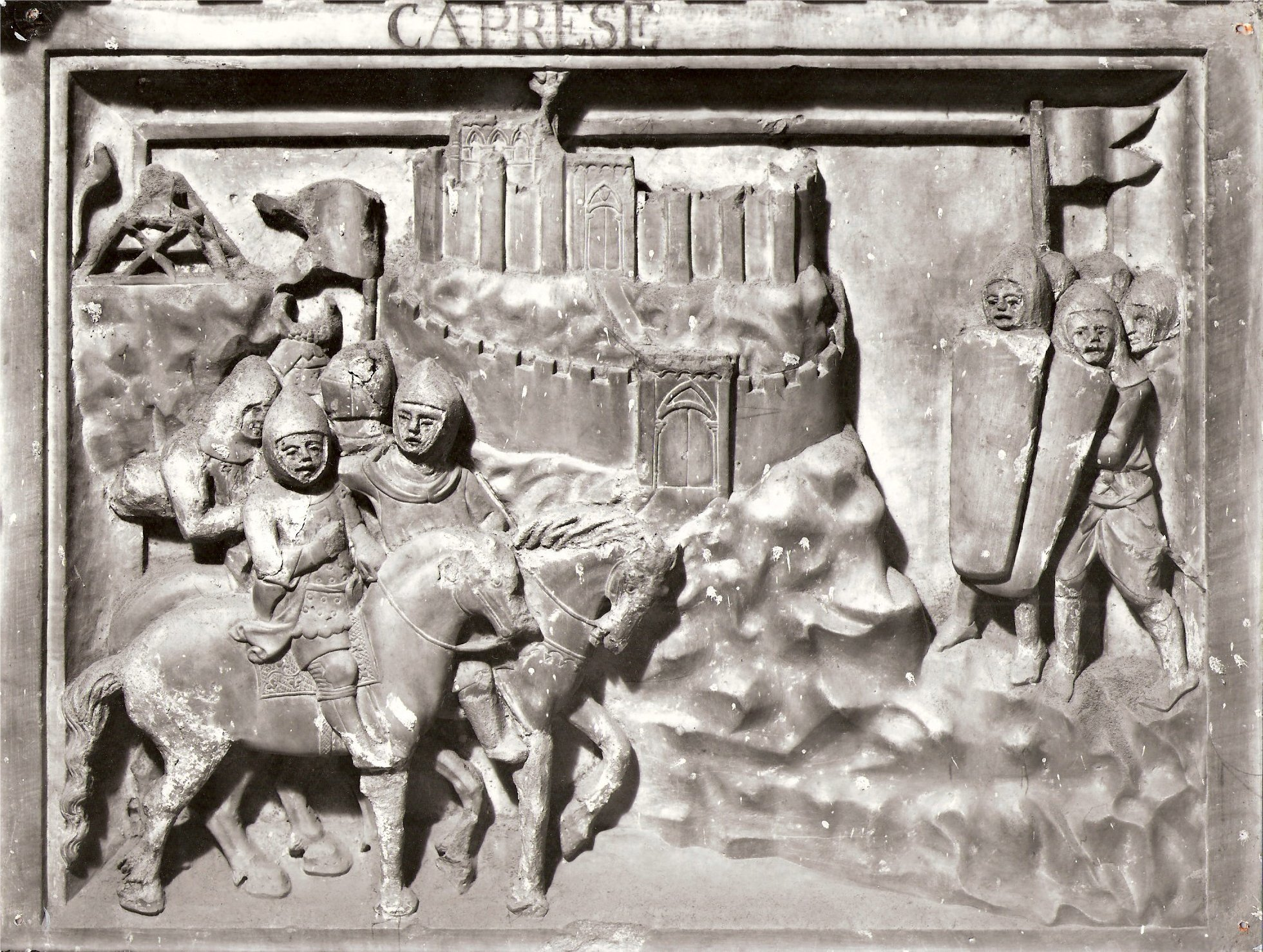
Grabplatte des Guido Tarlati im Dom von Arezzo (Cattedrale di San Donato) mit den 16 Stationen des Lebens des Guido Tarlati

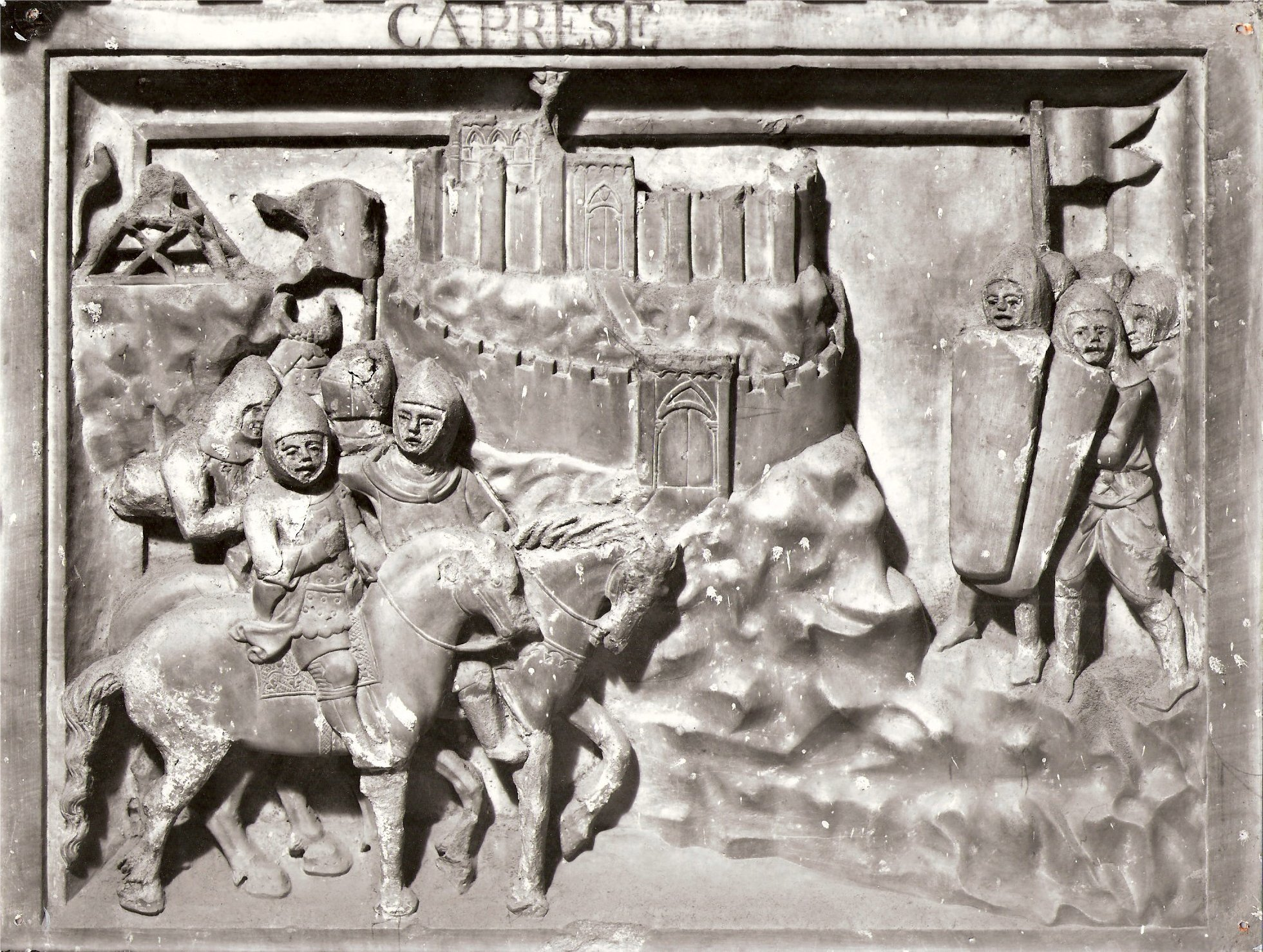
Detail der Grabplatte des Guido Tarlati im Dom von Arezzo (Cattedrale di San Donato): 12. Station (Caprese), bildet die Eroberung von Caprese Michelangelo 1324 ab

## Leben
Erstmals schriftlich erwähnt wird er am 11. September 1310, als er Lagina di Nese, wahrscheinlich eine Schwester des Bildhauers Cellino di Nese, heiratete. Mit ihr zeugte er Giovanni d’Agostino (* ca. 1311) und seinen jüngeren Bruder Domenico di Agostino, die später selbst Künstler wurden. Im selben Jahr wurde er schon als Magister geführt. Viele seiner späten Werke wurden mit seinem Sohn Giovanni ausgeführt, wie die Cappella Ghini (Santa Maria della Pieve) in Arezzo oder verschiedene Werke in Serre di Rapolano (Chiesa dei Santi Lorenzo e Andrea). Hierdurch kam es auch zu mehrfachen Verwechslungen mit den Werken seines Sohnes Giovanni. Großen Einfluss auf das Werk des Agostino hatte der seneser Künstler Tino di Camaino. Zu den bedeutendsten Einzelwerken des Künstlers gehören die 1321 erschaffene Holzstatue Sant’Ansano, die sich heute im Louvre befindet, und das Grabmal des Cino da Pistoia, ein Marmorwerk im Dom von Pistoia, welches 1337 entstand.
Zu seinen engsten Mitarbeitern gehörte Agnolo di Ventura (auch Agnolo da Siena genannt). In den Biografien (Le vite) von Giorgio Vasari wird er mit Agnolo di Ventura unter Vita di Agostino et Agnolo, Scultori et architetti sanesi erwähnt. Vasari schreibt ihnen als Lehrmeister Giovanni Pisano zu und nennt sie als Architekten der Kirche und des Konvents der Basilica di San Francesco in Siena und der gleichnamigen in Bologna. Zu den bedeutendsten Werken der beiden gehören die Grabplatten des Grabes von Guido Tarlati im Dom von Arezzo (Cattedrale di San Donato). Die 16 Grabplatten entstanden 1330 im Auftrage der Brüder des Verschiedenen, Delfo und Pier Saccone Tarlati.
Sein bekanntestes Werk in Siena ist die Straßenfassade des Palazzo Sansedoni, die an der Via Banchi di Sotto entlangführt. Die Fassadenarbeiten wurden von Gontieri di Goro Sansedoni in Auftrag gegeben und standen unter der Leitung des Agostino di Giovanni, seine Mitarbeiter waren die seneser Architekten Agostino di Rosso und Cecco di Casino. Die Arbeiten wurden 1340 und 1341 ausgeführt.
Das genaue Todesdatum des Künstlers ist unbekannt, in den Dokumenten wird er am 27. Juni 1347 bereits als verstorben geführt.

## Werke (Auswahl)
- Arezzo, Dom (Cattedrale di San Donato):
  - Dekorationen an der Domfassade[8]
  - Grabstätte des Guido Tarlati (Cenotafio Tarlati, 1330 mit Agnolo di Ventura entstanden) mit 16 Stationen aus dem Leben des Guido Tarlati[1]
    - Fatto vescovo
    - Chiamato signore
    - Il Comune pelato
    - Comme in Signoria
    - El Fare de le Mura
    - Lucignano
    - Chiusci
    - Fronzola
    - Castei Focognano
    - Rondine
    - Bucine
    - Caprese
    - Laterina
    - Il Monte San Savino
    - La Coronazione
    - La morte di Misere
- Arezzo, Museo statale d’arte medievale e moderna: Testa di condottiero[4]
- Arezzo, Santa Maria della Pieve: Cappella Ghini (entstand in Zusammenarbeit mit seinem Sohn Giovanni)[1]
- Berlin, Staatliche Museen zu Berlin: Madonna col Bambino[11]
- Grosseto, Dom San Lorenzo:[12]
  - Testa puerile
  - Teste virili
  - Wappen von Grosseto und Balzana di Siena (Wappen)
- Massa Marittima: Seneser Festung (als Mitarbeiter von Agnolo di Ventura)[1]
- Paris, Louvre: Sant’Ansano (Holzstatue, 1321 entstanden)[13]
- Pisa, Museo Nazionale di San Matteo: Madonna annunciata (Holzstatue, 1321 mit Stefano Accolti entstanden)[14]
- Pistoia, Dom: Grabmal des Cino da Pistoia, 1337 entstanden[5]
- Rapolano Terme, Ortsteil Serre di Rapolano, Chiesa dei Santi Lorenzo e Andrea, Cappella Cacciaconti: Grabmal des Cacciaconte Cacciaconti (1336 entstanden, wahrscheinlich in Zusammenarbeit mit seinem Sohn Giovanni)[15]
- Siena, Basilica di San Francesco: Cappella sepolcrale della famiglia Petroni (mit Agnolo di Ventura)[1][16]
- Siena, Dom von Siena: Santa Maria Maddalena (Statue)[17]
- Siena, Palazzo Pubblico:
  - Innenarchitektur (1331 mit Agnolo di Ventura[18])
  - Wappen Stemma del capitano e Lupe romane[19]
  - Travertin-Krone des Torre del Mangia 1339[20]
- Siena, Palazzo Salimbeni, Archivio storico, Kunstsammlung der Monte dei Paschi di Siena: Prospetto del Palazzo Sansedoni (Bauzeichnung und zweiseitiger Originalvertrag zur Errichtung der Fassade an der Via Banchi di Sotto)[10]
- Siena, Palazzo Sansedoni: Renovierung 1340/41 und Errichtung der Straßenfassade (Via Banchi di Sotto)[21]
- Siena, Piazza del Campo: Bewässerungssystem der Fonte Gaia (Bottini di Siena, 1340)[1][9] mit Maestro Lando und Giacomo di Vanni[5]
- Siena, Porta Romana: 1327 errichtet (mit Agnolo di Ventura)[9]
- Volterra, Dom (Cattedrale di Santa Maria Assunta): Storie dei santi Regolo e Ottaviano (mit Agnolo di Ventura, befindet sich heute im Museo diocesano d’arte sacra)[1]